# Péchabou
Pechabou (Pujabon [pydʒaˈbu] en Occitan) est une commune française située dans le nord-est du département de la Haute-Garonne, en région Occitanie.
Sur le plan historique et culturel, la commune est dans le Lauragais, l'ancien « Pays de Cocagne », lié à la fois à la culture du pastel et à l’abondance des productions, et de « grenier à blé du Languedoc ». Exposée à un climat océanique altéré, elle est drainée par le canal du Midi et par divers autres petits cours d'eau. La commune possède un patrimoine naturel remarquable composé d'une zone naturelle d'intérêt écologique, faunistique et floristique.
Pechabou est une commune urbaine qui compte 2 465 habitants en 2022, après avoir connu une forte hausse de la population depuis 1962. Elle est dans l'agglomération toulousaine et fait partie de l'aire d'attraction de Toulouse. Ses habitants sont appelés les Pechabboliens ou Pechabboliennes.

## Géographie

### Localisation
La commune de Pechabou se trouve dans le département de la Haute-Garonne, en région Occitanie.
Elle se situe à 13 km à vol d'oiseau de Toulouse, préfecture du département, et à 2 km de Castanet-Tolosan, bureau centralisateur du canton de Castanet-Tolosan dont dépend la commune depuis 2015 pour les élections départementales.
La commune fait en outre partie du bassin de vie de Toulouse.
Les communes les plus proches sont : 
Pompertuzat (1,3 km), Castanet-Tolosan (1,8 km), Rebigue (2,6 km), Deyme (2,8 km), Mervilla (2,9 km), Corronsac (3,2 km), Labège (3,6 km), Auzeville-Tolosane (3,6 km).
Sur le plan historique et culturel, Pechabou fait partie du pays toulousain, une ceinture de plaines fertiles entrecoupées de bosquets d'arbres, aux molles collines semées de fermes en briques roses, inéluctablement grignotée par l'urbanisme des banlieues.
Pechabou est limitrophe de deux autres communes.
Les communes limitrophes sont  Castanet-Tolosan et Pompertuzat.
| Castanet-Tolosan |          |             |
|                  | Pechabou |             |
|                  |          | Pompertuzat |

### Géologie et relief
La superficie de la commune est de 357 hectares ; son altitude varie de 148  à   261 mètres.

### Hydrographie

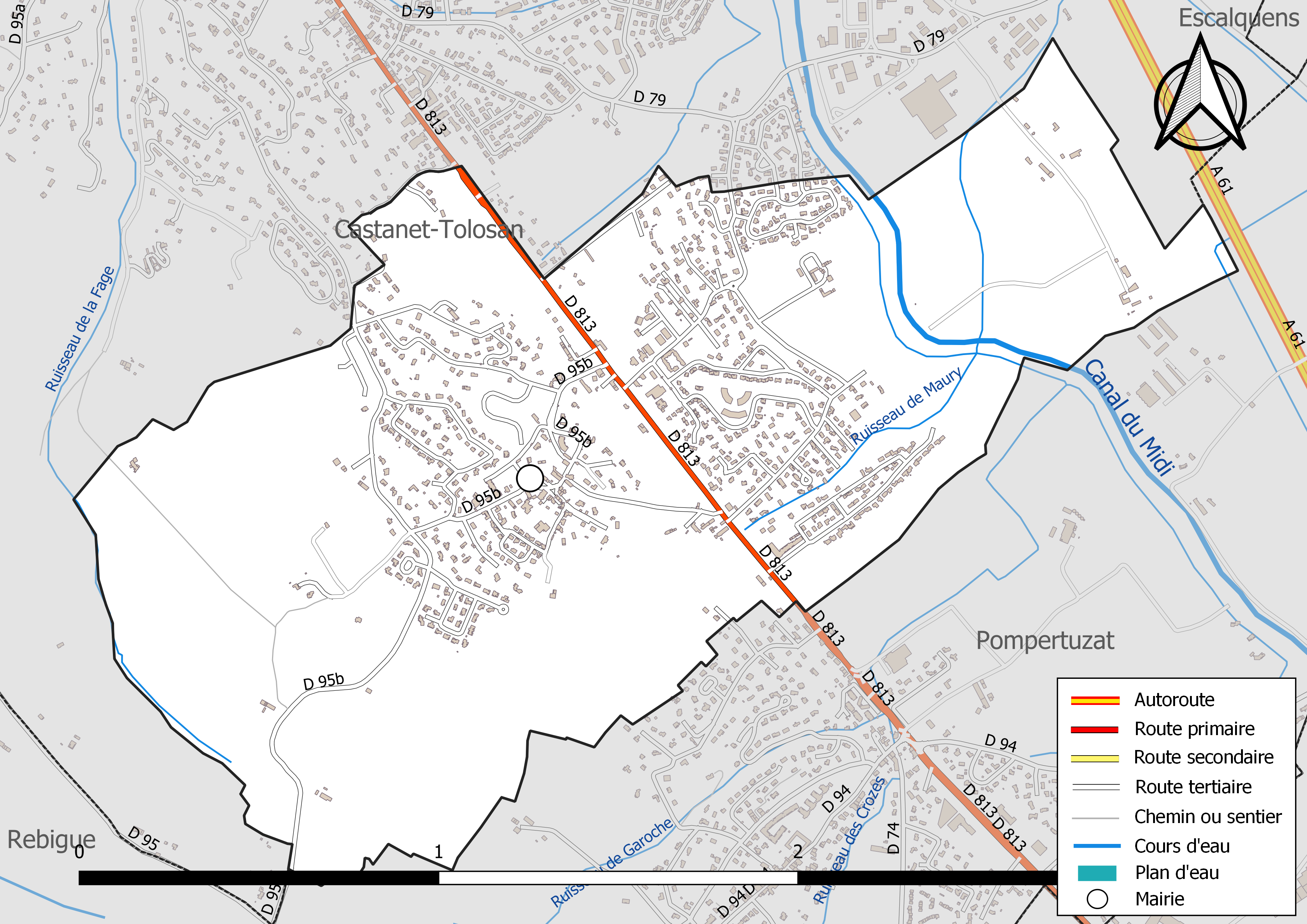
Réseaux hydrographique et routier de Péchabou.

La commune est dans le bassin de la Garonne, au sein du bassin hydrographique Adour-Garonne. Elle est drainée par le canal du Midi, le ruisseau de la Fage, le ruisseau de Maury et par divers petits cours d'eau, constituant un réseau hydrographique de 4 km de longueur totale,.
Le canal du Midi, d'une longueur totale de 239,8 km, est un canal de navigation à bief de partage qui relie Toulouse à la mer Méditerranée depuis le xviie siècle.

### Climat
Pour des articles plus généraux, voir Climat de l'Occitanie et Climat de la Haute-Garonne.
En 2010, le climat de la commune est de type climat du Bassin du Sud-Ouest, selon une étude s'appuyant sur une série de données couvrant la période 1971-2000. En 2020, Météo-France publie une typologie des climats de la France métropolitaine dans laquelle la commune est exposée à un climat océanique altéré et est dans la région climatique Aquitaine, Gascogne, caractérisée par une pluviométrie abondante au printemps, modérée en automne, un faible ensoleillement au printemps, un été chaud (19,5 °C), des vents faibles, des brouillards fréquents en automne et en hiver et des orages fréquents en été (15 à 20 jours).
Pour la période 1971-2000, la température annuelle moyenne est de 13,3 °C, avec une amplitude thermique annuelle de 15,4 °C. Le cumul annuel moyen de précipitations est de 707 mm, avec 9,9 jours de précipitations en janvier et 6 jours en juillet. Pour la période 1991-2020, la température moyenne annuelle observée sur la station météorologique la plus proche, située sur la commune de Cugnaux à 14 km à vol d'oiseau, est de 14,3 °C et le cumul annuel moyen de précipitations est de 635,7 mm,. Pour l'avenir, les paramètres climatiques de la commune estimés pour 2050 selon différents scénarios d’émission de gaz à effet de serre sont consultables sur un site dédié publié par Météo-France en novembre 2022.

### Milieux naturels et biodiversité

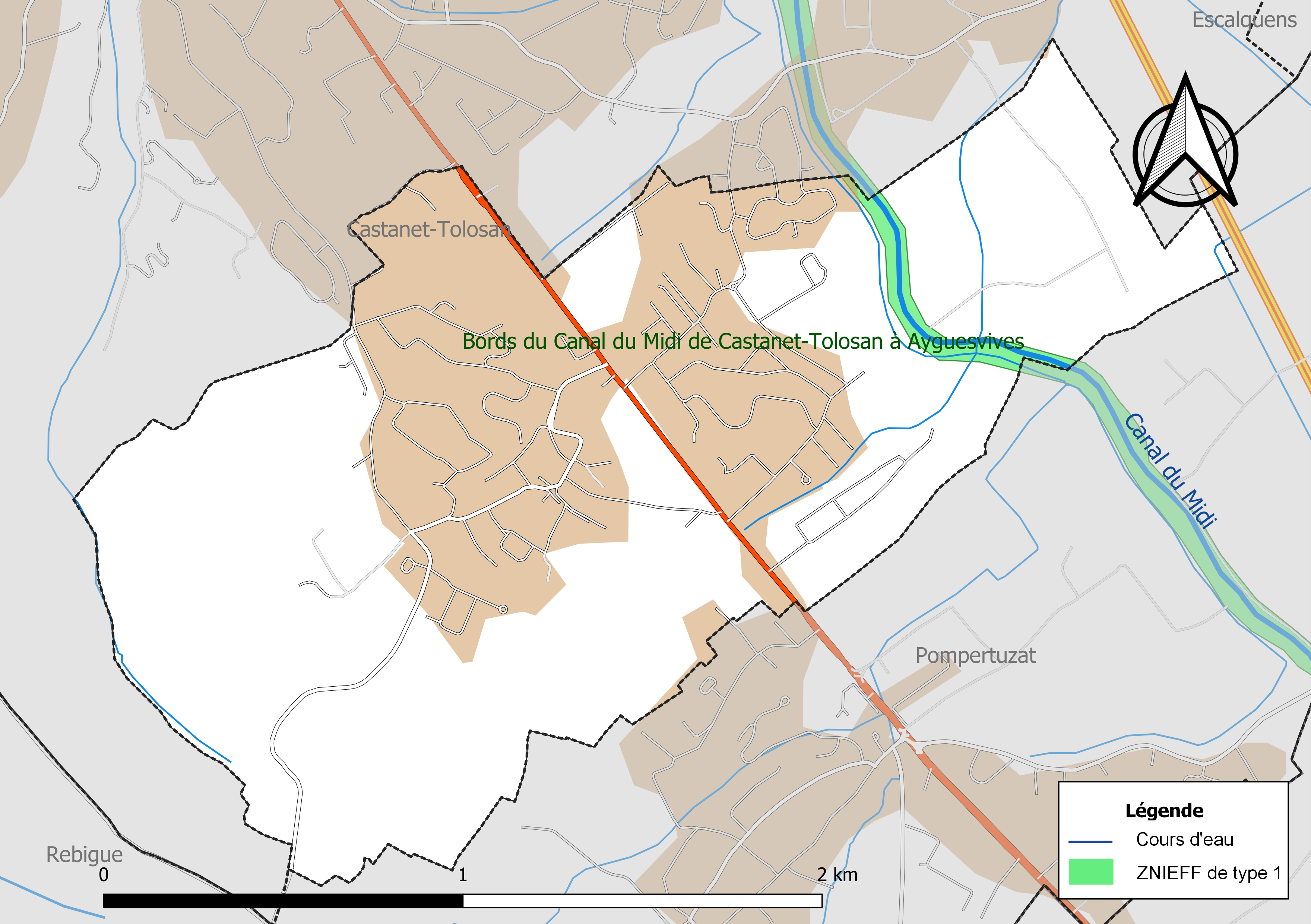
Carte de la ZNIEFF de type 1 localisée sur la commune.

L’inventaire des zones naturelles d'intérêt écologique, faunistique et floristique (ZNIEFF) a pour objectif de réaliser une couverture des zones les plus intéressantes sur le plan écologique, essentiellement dans la perspective d’améliorer la connaissance du patrimoine naturel national et de fournir aux différents décideurs un outil d’aide à la prise en compte de l’environnement dans l’aménagement du territoire.
Une ZNIEFF de type 1 est recensée sur la commune :
les « bords du canal du Midi de Castanet-Tolosan à Ayguesvives » (77 ha), couvrant 7 communes du département.

## Urbanisme

### Typologie
Au 1er janvier 2024, Péchabou est catégorisée ceinture urbaine, selon la nouvelle grille communale de densité à sept niveaux définie par l'Insee en 2022.
Elle appartient à l'unité urbaine de Toulouse, une agglomération inter-départementale regroupant 81  communes, dont elle est une commune de la banlieue,,. Par ailleurs la commune fait partie de l'aire d'attraction de Toulouse, dont elle est une commune de la couronne,. Cette aire, qui regroupe 527 communes, est catégorisée dans les aires de 700 000 habitants ou plus (hors Paris),.

### Occupation des sols
L'occupation des sols de la commune, telle qu'elle ressort de la base de données européenne d’occupation biophysique des sols Corine Land Cover (CLC), est marquée par l'importance des territoires agricoles (61,2 % en 2018), en diminution par rapport à 1990 (72,4 %). La répartition détaillée en 2018 est la suivante : 
zones agricoles hétérogènes (42,5 %), zones urbanisées (36,6 %), terres arables (18,8 %), forêts (2,1 %). L'évolution de l’occupation des sols de la commune et de ses infrastructures peut être observée sur les différentes représentations cartographiques du territoire : la carte de Cassini (XVIIIe siècle), la carte d'état-major (1820-1866) et les cartes ou photos aériennes de l'IGN pour la période actuelle (1950 à aujourd'hui).

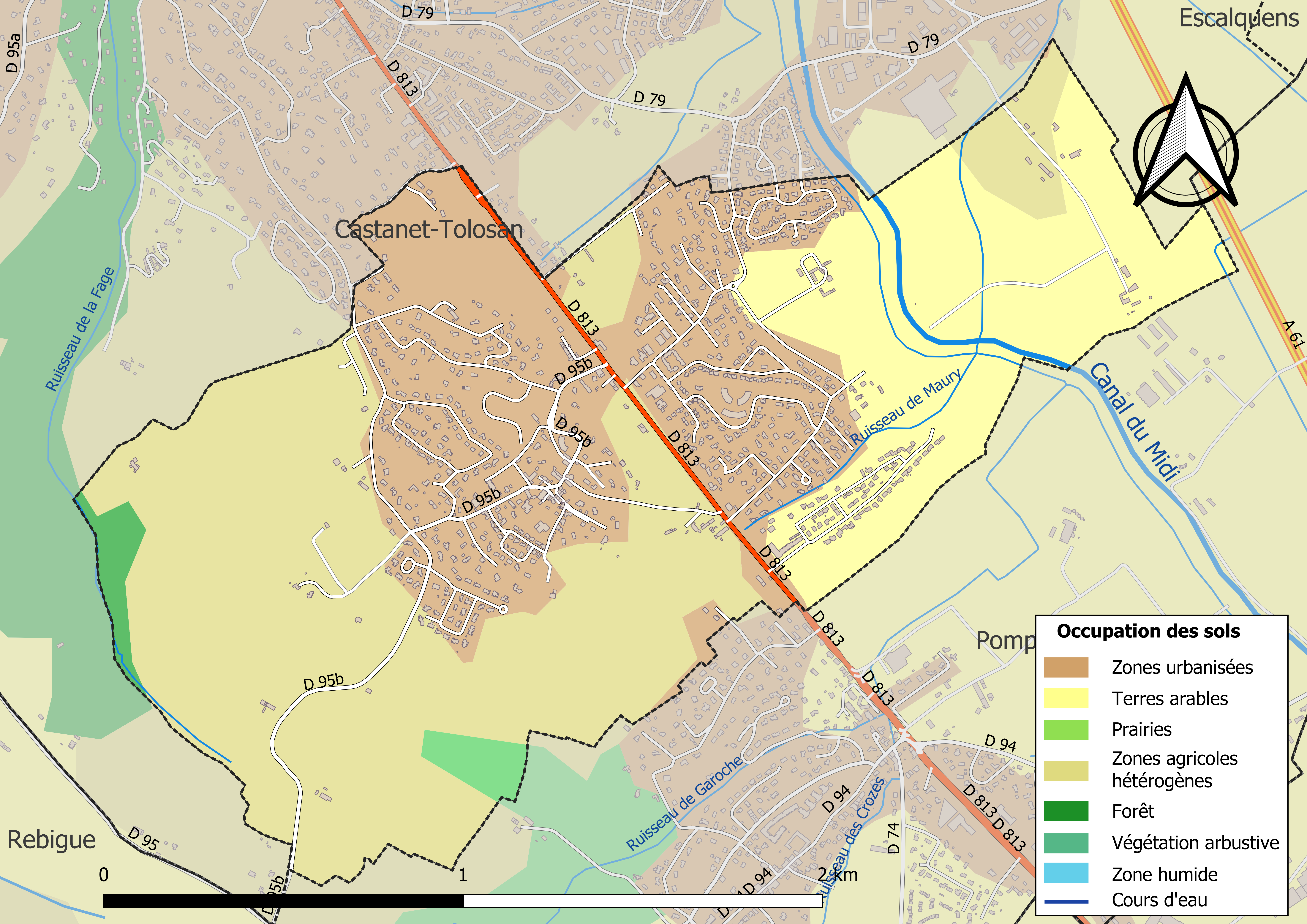
Carte des infrastructures et de l'occupation des sols de la commune en 2018 (CLC).

### Voies de communication et transports

#### Voies de communication
Accès par la route départementale 813.

#### Transports
La ligne 202 du réseau Tisséo relie le centre de la commune à Castanet-Tolosan, en correspondance avec le bus à haut niveau de service Linéo L6 en direction de la station Ramonville du métro de Toulouse, la ligne 205 relie la commune à Castanet-Tolosan également, la ligne 350 du réseau Arc-en-Ciel relie la commune à la station Université-Paul-Sabatier depuis Avignonet-Lauragais et la ligne 383 relie la commune à la station Université-Paul-Sabatier également depuis Salles-sur-l'Hers.

### Risques majeurs
Le territoire de la commune de Péchabou est vulnérable à différents aléas naturels : météorologiques (tempête, orage, neige, grand froid, canicule ou sécheresse), inondations et séisme (sismicité très faible). Il est également exposé à un risque technologique, la rupture d'un barrage. Un site publié par le BRGM permet d'évaluer simplement et rapidement les risques d'un bien localisé soit par son adresse soit par le numéro de sa parcelle.

#### Risques naturels
Certaines parties du territoire communal sont susceptibles d’être affectées par le risque d’inondation par débordement de cours d'eau, notamment le canal du Midi. La commune a été reconnue en état de catastrophe naturelle au titre des dommages causés par les inondations et coulées de boue survenues en 1982, 1992, 1993, 1999 et 2009,.

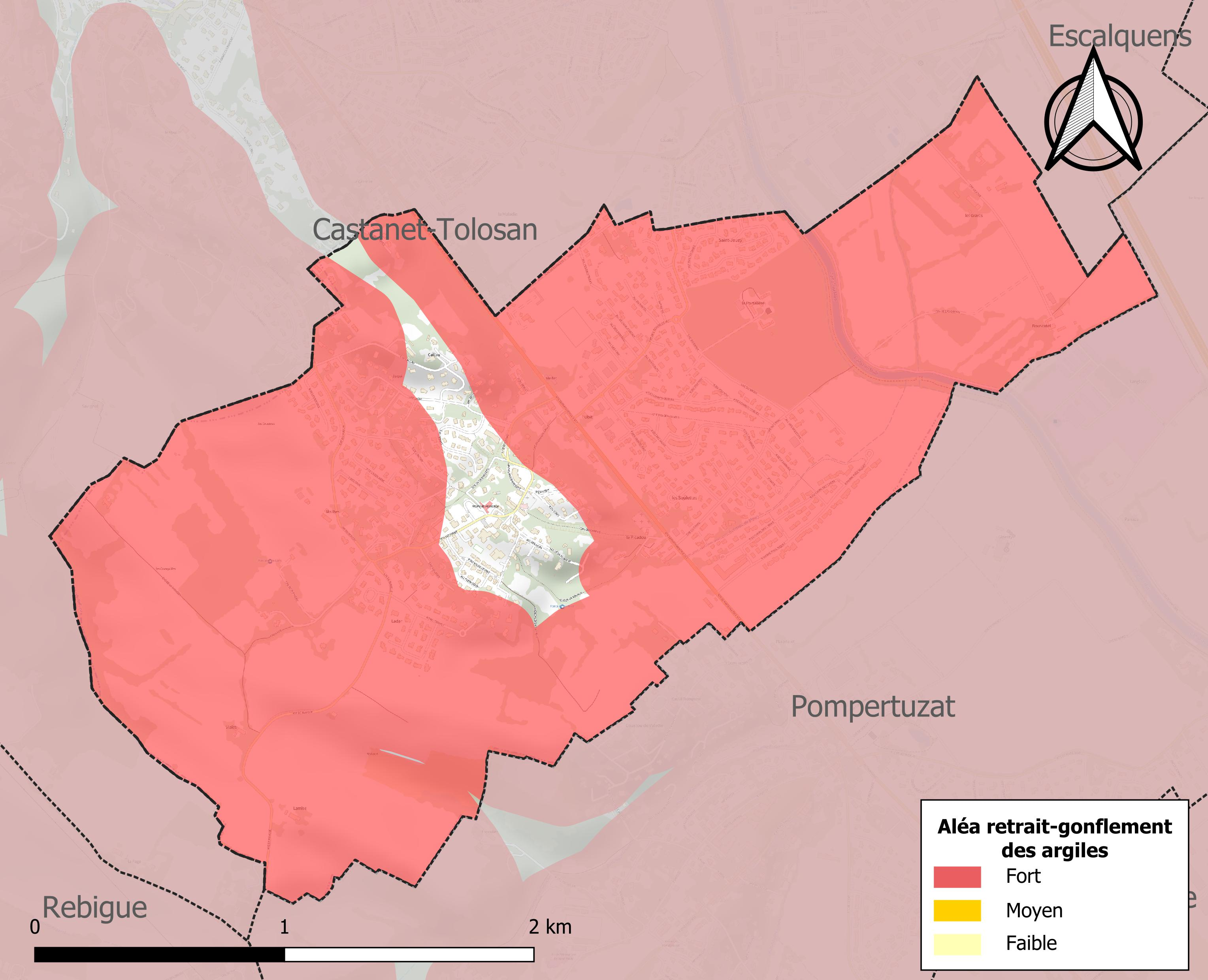
Carte des zones d'aléa retrait-gonflement des sols argileux de Péchabou.

Le retrait-gonflement des sols argileux est susceptible d'engendrer des dommages importants aux bâtiments en cas d’alternance de périodes de sécheresse et de pluie. 93,3 % de la superficie communale est en aléa moyen ou fort (88,8 % au niveau départemental et 48,5 % au niveau national). Sur les 720 bâtiments dénombrés sur la commune en 2019, 616 sont en aléa moyen ou fort, soit 86 %, à comparer aux 98 % au niveau départemental et 54 % au niveau national. Une cartographie de l'exposition du territoire national au retrait gonflement des sols argileux est disponible sur le site du BRGM,.
Par ailleurs, afin de mieux appréhender le risque d’affaissement de terrain, l'inventaire national des cavités souterraines permet de localiser celles situées sur la commune.
Concernant les mouvements de terrains, la commune a été reconnue en état de catastrophe naturelle au titre des dommages causés par la sécheresse en 1989, 1991, 1997, 2002, 2003, 2016 et 2017 et par des mouvements de terrain en 1999.

#### Risques technologiques
La commune est en outre située en aval du barrage de l'Estrade sur la Ganguise (département de l'Aude). À ce titre elle est susceptible d’être touchée par l’onde de submersion consécutive à la rupture de cet ouvrage.

## Toponymie
Pech est un élément courant pour les toponymes occitans, dérivé du latin podium, qui signifie une petite éminence. Abou dérive probablement d'un patronyme d'origine germanique, Abbo ou Abbonius. Les occurrences médiévales sont podio Abono, podio bono ou podio bonio, dont la signification est « colline d'Abbon ».

## Histoire
Aucune source écrite ne fait mention de l'histoire de Pechabou avant le XIIe siècle, pour lequel l'histoire des évêques et archevêques de Toulouse fait mention d'une donation à sa cathédrale de Géraud de Labarthe, évêque de 1164 à 1170, de ses propriétés de Balmar, Puécabo, Donaville et Castanet. Une donation de Bertrand Guilabert et son frère Martin à l'ordre du Temple en 1234 fait de Pechabou une limite du gardiage de Toulouse. À la disparition de l'ordre, le domaine revient aux hospitaliers de Pompertuzat. Le livre du prévôt de Toulouse en 1272 cite le capellanus de Podio Abono. Une charte de 1475 fait mention de l'existence de reliques et d'une confrérie de Saint-Antoine à Pechabou. Reliques encore présentes en 1596, citées par le visiteur épiscopal Martin Rouelle. En 1570, lors des guerres de religion, l'église et la maison presbytérale sont incendiées, puis rapidement reconstruites.

## Héraldique
| Pechabou | Son blasonnement est : ’'de sable aux trois bandes d‘or. |

## Politique et administration

### Administration municipale
Le nombre d'habitants au recensement de 2017 étant compris entre 1 500 habitants et 2 499 habitants, le nombre de membres du conseil municipal pour l'élection de 2020 est de dix-neuf,.

### Rattachements administratifs et électoraux
Commune faisant partie de la dixième circonscription de la Haute-Garonne, du Sicoval et du canton de Castanet-Tolosan.

### Liste des maires
| Période                                  | Période    | Identité            | Étiquette | Qualité |
| ---------------------------------------- | ---------- | ------------------- | --------- | --- |
| Les données manquantes sont à compléter. |            |                     |           | |
| 1848                                     | 1891       | Jean-Baptiste Pagès |           | |
| 1891                                     | 1915       | Vivian Larrouy      |           | |
| 1915                                     | 1919       | Étienne Cazeneuve   |           | |
| 1919                                     | 1947       | Paul Rolland        |           | |
| 1947                                     | 1969       | Roger Le Goux       | Rad.ind.  | Conseiller de tribunal administratif Conseiller général de Castanet-Tolosan (1955 → 1960)                      |
| 1969                                     | mars 1977  | Henri Reynis        |           | |
| mars 1977                                | mars 1983  | Émile Guilhaumon    |           | |
| mars 1983                                | mars 1989  | Marc Lemoine        |           | |
| mars 1989                                | juin 1995  | Jeany Beauville     |           | |
| juin 1995                                | avril 2016 | Georges Karsenti    | DVD       | Chirurgien-dentiste Vice-président du Sicoval                                                                  |
| avril 2016                               | En cours   | Dominique Sangay    | SE-DVD    | Clerc de notaire Vice-présidente du Sicoval Élue à la suite de l'élection municipale partielle du 3 avril 2016 |

## Population et société

### Démographie
L'évolution du nombre d'habitants est connue à travers les recensements de la population effectués dans la commune depuis 1793. Pour les communes de moins de 10 000 habitants, une enquête de recensement portant sur toute la population est réalisée tous les cinq ans, les populations de référence des années intermédiaires étant quant à elles estimées par interpolation ou extrapolation. Pour la commune, le premier recensement exhaustif entrant dans le cadre du nouveau dispositif a été réalisé en 2005.

En 2022, la commune comptait 2 465 habitants, en évolution de +14,6 % par rapport à 2016 (Haute-Garonne : +8,02 %, France hors Mayotte : +2,11 %).
| 1793 | 1800 | 1806 | 1821 | 1831 | 1836 | 1841 | 1846 | 1851 |
| ---- | ---- | ---- | ---- | ---- | ---- | ---- | ---- | ---- |
| 183  | 204  | 220  | 240  | 236  | 219  | 188  | 206  | 264  |

| 1856 | 1861 | 1866 | 1872 | 1876 | 1881 | 1886 | 1891 | 1896 |
| ---- | ---- | ---- | ---- | ---- | ---- | ---- | ---- | ---- |
| 268  | 240  | 224  | 210  | 186  | 188  | 185  | 172  | 157  |

| 1901 | 1906 | 1911 | 1921 | 1926 | 1931 | 1936 | 1946 | 1954 |
| ---- | ---- | ---- | ---- | ---- | ---- | ---- | ---- | ---- |
| 149  | 140  | 130  | 124  | 118  | 123  | 136  | 140  | 164  |

| 1962 | 1968 | 1975 | 1982 | 1990  | 1999  | 2005  | 2006  | 2010  |
| ---- | ---- | ---- | ---- | ----- | ----- | ----- | ----- | ----- |
| 212  | 284  | 513  | 663  | 1 023 | 1 299 | 1 496 | 1 523 | 2 011 |

| 2015  | 2020  | 2022  | - | - | - | - | - | - |
| ----- | ----- | ----- | - | - | - | - | - | - |
| 2 140 | 2 363 | 2 465 | - | - | - | - | - | - |

| selon la population municipale des années : | 1968 | 1975 | 1982 | 1990 | 1999 | 2006 | 2009 | 2013 |
| Rang de la commune dans le département      | 247  | 165  | 165  | 118  | 115  | 116  | 104  | 103  |
| Nombre de communes du département           | 592  | 582  | 586  | 588  | 588  | 588  | 589  | 589  |

### Enseignement
Pechabou fait partie de l'académie de Toulouse.
La commune possède une école maternelle "Le Petit Prince" et une école élémentaire "Saint-Exupéry".

### Culture et festivités
Pechabou dispose d'une médiathèque, d'une salle des associations et de la salle Occitane qui servent aux 21 associations, dont un bar associatif à la salle des Glaces.

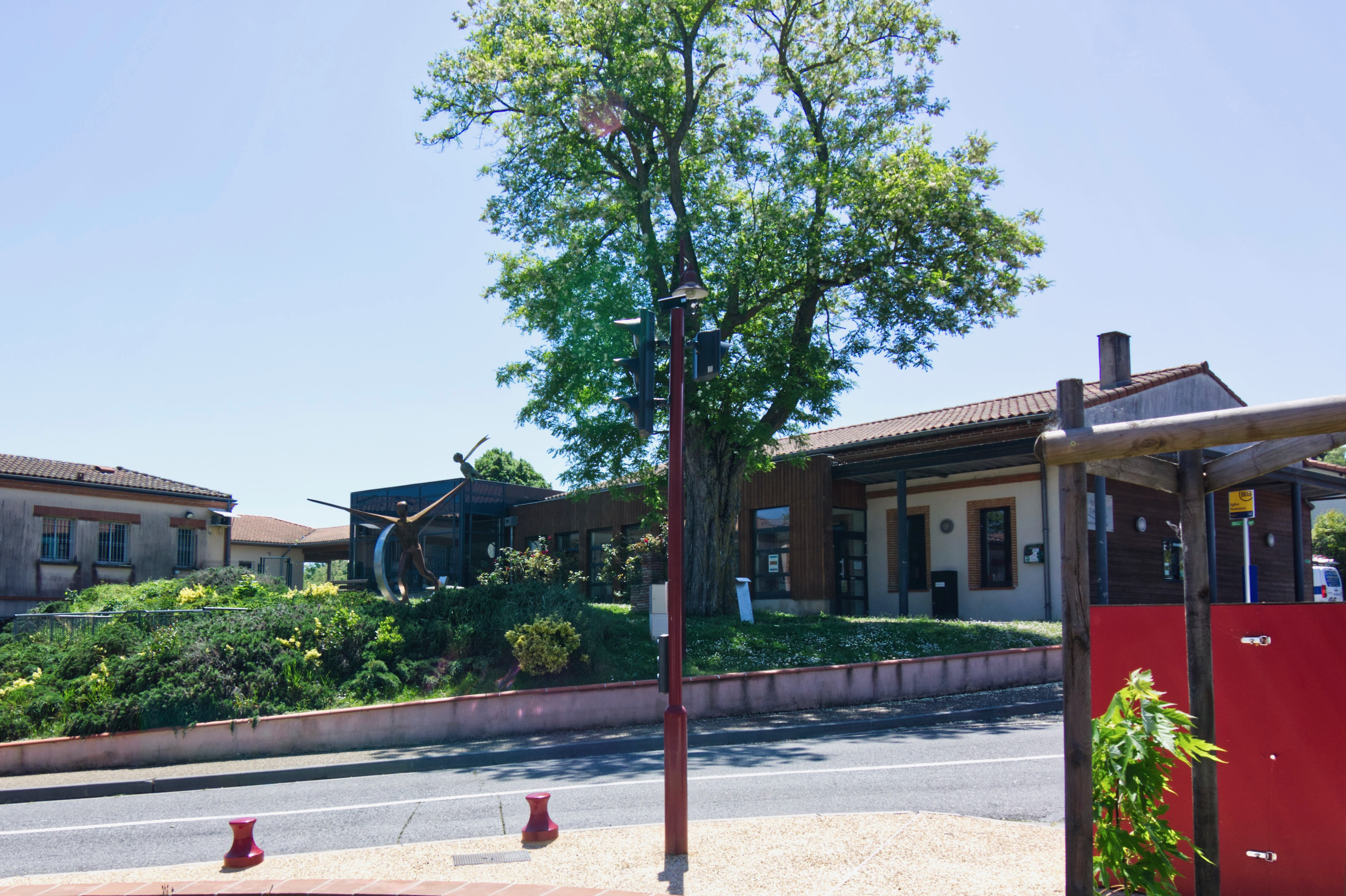
La médiathèque de Pechabou
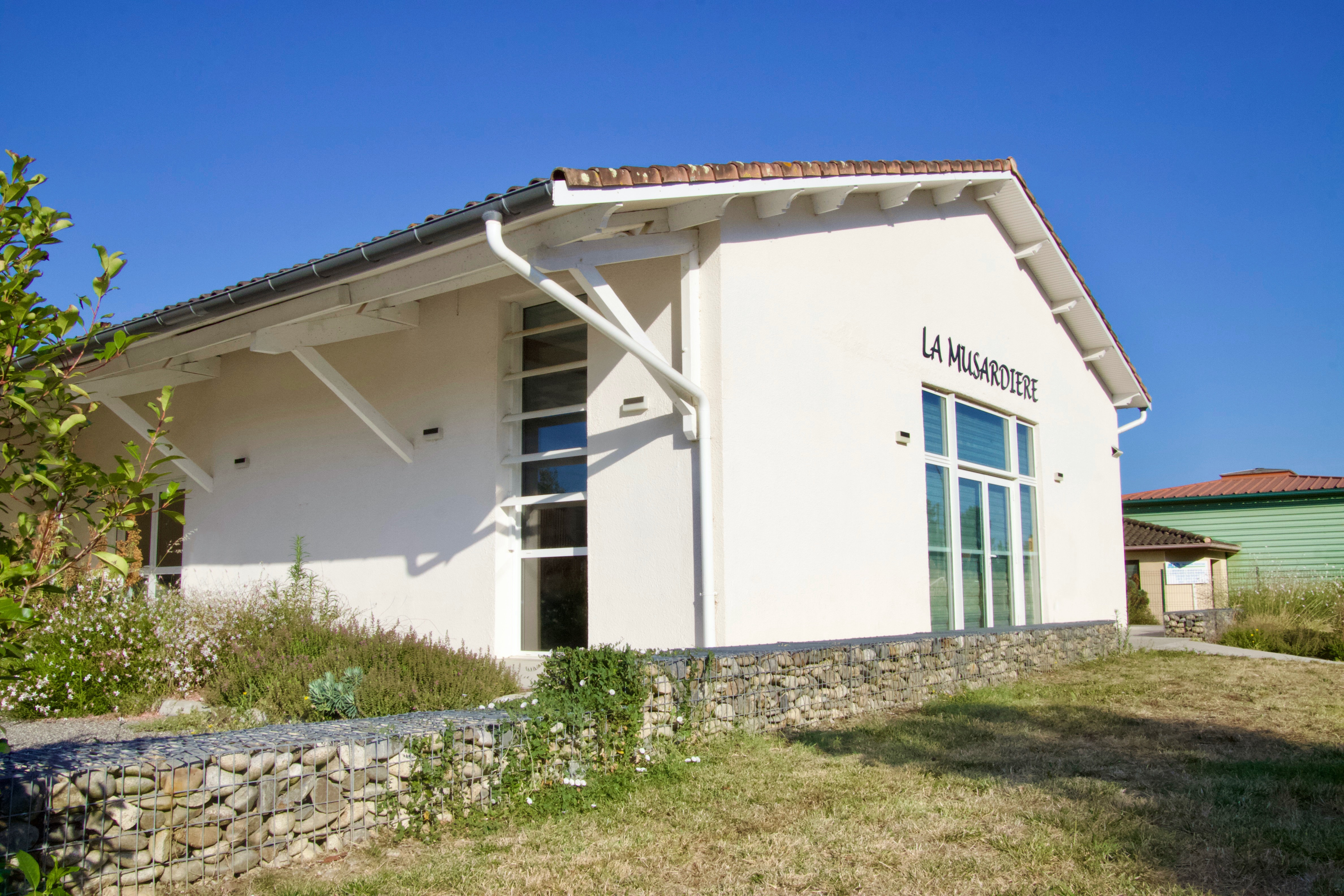
La salle de la Musardière
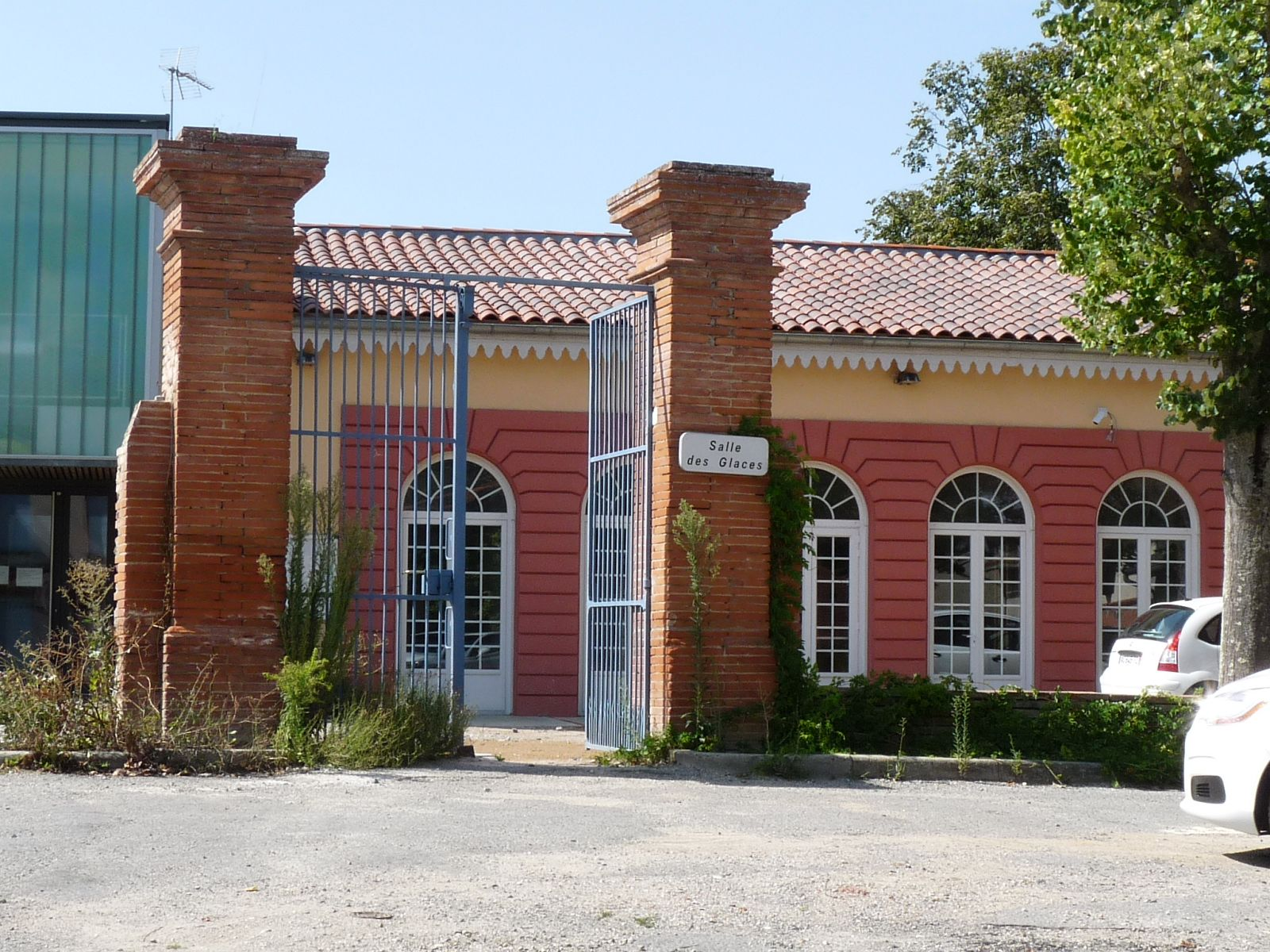
Salle communale des Glaces

### Activités sportives
Pétanque et diverses activités, notamment proposées par l'association sportive et culturelle (ASC) de Pechabou. Le Club Loisirs organise également l’épreuve en duo du Run & Bike, tous les ans en octobre.

### Écologie et recyclage
La collecte et le traitement des déchets des ménages et des déchets assimilés ainsi que la protection et la mise en valeur de l'environnement se font dans le cadre du Sicoval.

## Économie

### Revenus
En 2018  (données Insee publiées en septembre 2021), la commune compte 963 ménages fiscaux, regroupant 2 454 personnes. La médiane du revenu disponible par unité de consommation est de 29 440 € (23 140 € dans le département). 72 % des ménages fiscaux sont imposés (55,3 % dans le département).

### Emploi
|                | 2008  | 2013  | 2018  |
| -------------- | ----- | ----- | ----- |
| Commune        | 5,8 % | 6,4 % | 5,3 % |
| Département    | 7,7 % | 9,6 % | 9,3 % |
| France entière | 8,3 % | 10 %  | 10 %  |

En 2018, la population âgée de 15 à 64 ans s'élève à 1 510 personnes, parmi lesquelles on compte 81,1 % d'actifs (75,8 % ayant un emploi et 5,3 % de chômeurs) et 18,9 % d'inactifs,. Depuis 2008, le taux de chômage communal (au sens du recensement) des 15-64 ans est inférieur à celui de la France et du département.
La commune fait partie de la couronne de l'aire d'attraction de Toulouse, du fait qu'au moins 15 % des actifs travaillent dans le pôle,. Elle compte 244 emplois en 2018, contre 255 en 2013 et 185 en 2008. Le nombre d'actifs ayant un emploi résidant dans la commune est de 1 157, soit un indicateur de concentration d'emploi de 21,1 % et un taux d'activité parmi les 15 ans ou plus de 66,9 %.
Sur ces 1 157 actifs de 15 ans ou plus ayant un emploi, 79 travaillent dans la commune, soit 7 % des habitants. Pour se rendre au travail, 81,8 % des habitants utilisent un véhicule personnel ou de fonction à quatre roues, 7,6 % les transports en commun, 7,2 % s'y rendent en deux-roues, à vélo ou à pied et 3,4 % n'ont pas besoin de transport (travail au domicile).

### Activités hors agriculture

#### Secteurs d'activités
141 établissements sont implantés à Pechabou au 31 décembre 2019. Le tableau ci-dessous en détaille le nombre par secteur d'activité et compare les ratios avec ceux du département,.
| Secteur d'activité                                                                                        | Commune | Commune | Département |
| Secteur d'activité                                                                                        | Nombre  | %       | %           |
| --- | ------- | ------- | ----------- |
| Ensemble                                                                                                  | 141     | 100 %   | (100 %)     |
| Industrie manufacturière, industries extractives et autres                                                | 8       | 5,7 %   | (5,7 %)     |
| Construction                                                                                              | 18      | 12,8 %  | (12 %)      |
| Commerce de gros et de détail, transports, hébergement et restauration                                    | 20      | 14,2 %  | (25,9 %)    |
| Information et communication                                                                              | 8       | 5,7 %   | (4,1 %)     |
| Activités financières et d'assurance                                                                      | 2       | 1,4 %   | (3,8 %)     |
| Activités immobilières                                                                                    | 2       | 1,4 %   | (4,2 %)     |
| Activités spécialisées, scientifiques et techniques et activités de services administratifs et de soutien | 43      | 30,5 %  | (19,8 %)    |
| Administration publique, enseignement, santé humaine et action sociale                                    | 25      | 17,7 %  | (16,6 %)    |
| Autres activités de services                                                                              | 15      | 10,6 %  | (7,9 %)     |

Le secteur des activités spécialisées, scientifiques et techniques et des activités de services administratifs et de soutien est prépondérant sur la commune puisqu'il représente 30,5 % du nombre total d'établissements de la commune (43 sur les 141 entreprises implantées à Pechabou), contre 19,8 % au niveau départemental.

#### Entreprises et commerces
Les cinq entreprises ayant leur siège social sur le territoire communal qui génèrent le plus de chiffre d'affaires en 2020 sont : 
- Midiscom, activités des agences de publicité (2 471 k€)
- Transports Metzler, transports routiers de fret interurbains (305 k€)
- Panamapilou, activités des sociétés holding (198 k€)
- BMI, activité des économistes de la construction (171 k€)
- Cocagne 31, promotion immobilière d'autres bâtiments (143 k€)

### Agriculture
|               | 1988 | 2000 | 2010 | 2020 |
| ------------- | ---- | ---- | ---- | ---- |
| Exploitations | 11   | 5    | 7    | 5    |
| SAU (ha)      | 198  | 60   | 110  | 555  |

La commune est dans le Lauragais, une petite région agricole occupant le nord-est du département de la Haute-Garonne, dont les coteaux portent des grandes cultures en sec avec une dominante blé dur et tournesol. En 2020, l'orientation technico-économique de l'agriculture  sur la commune est la culture de céréales et/ou d'oléoprotéagineuses. Cinq exploitations agricoles ayant leur siège dans la commune sont dénombrées lors du recensement agricole de 2020 (onze en 1988). La superficie agricole utilisée est de 555 ha,,.

## Culture locale et patrimoine

### Lieux et monuments
- Église Saint-Martin.
- Petite halle
- Le canal du Midi : pont-canal de Rieumory.

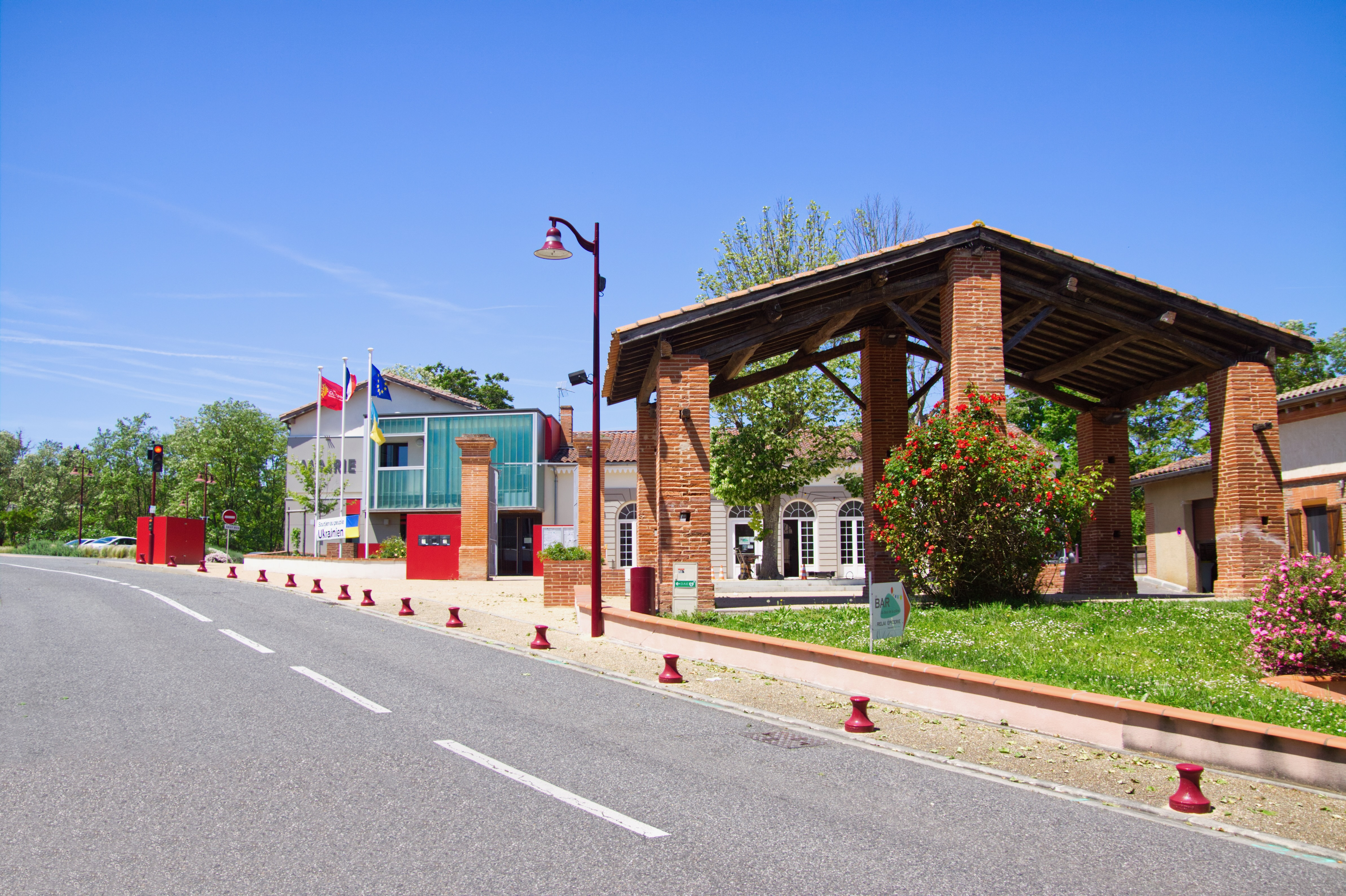
L'ancienne halle
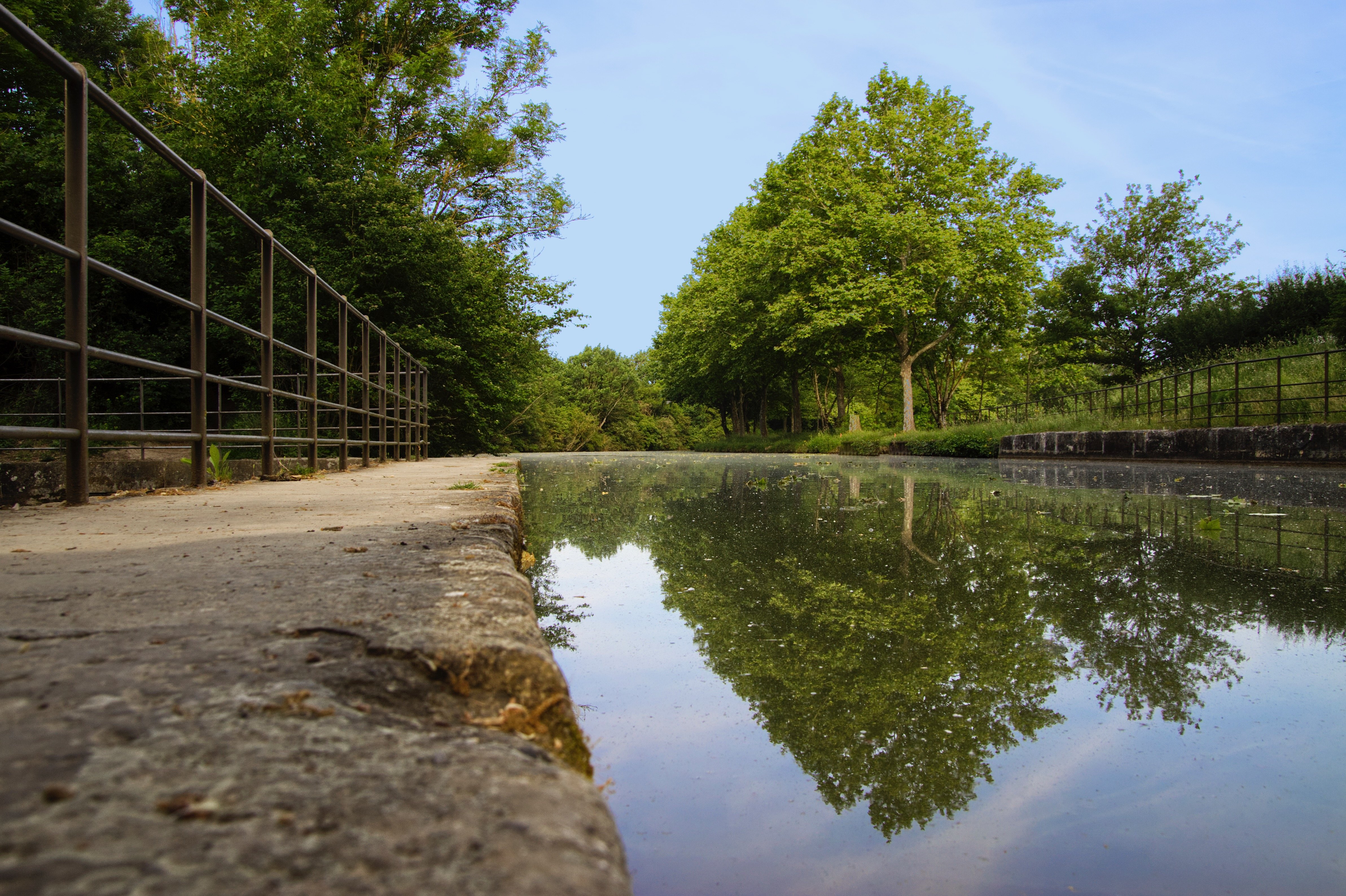
Le pont Rieumory sur le canal du Midi
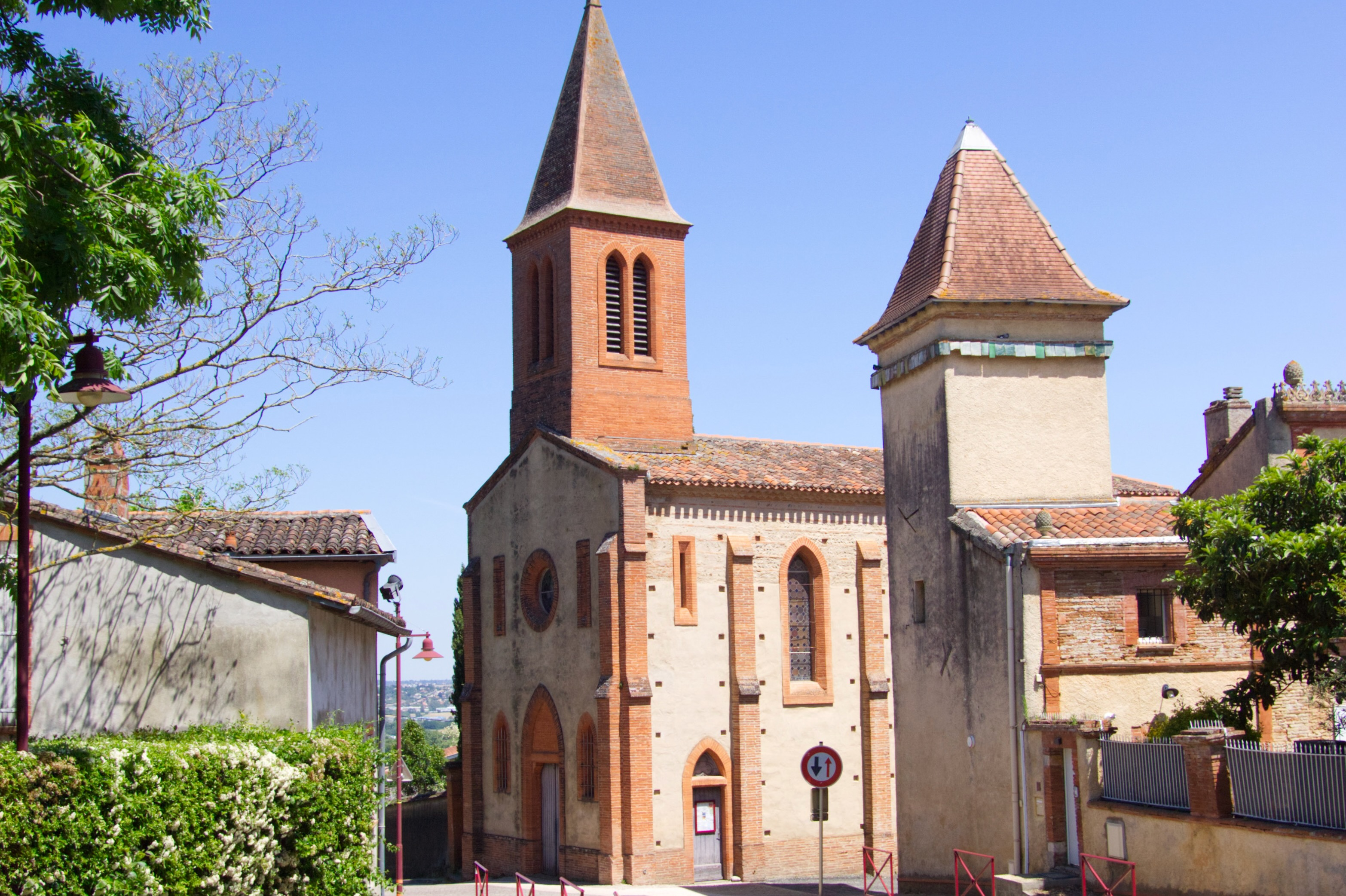

## Pour approfondir